# آرتور رابرتسون (ورزشکار دو و میدانی)

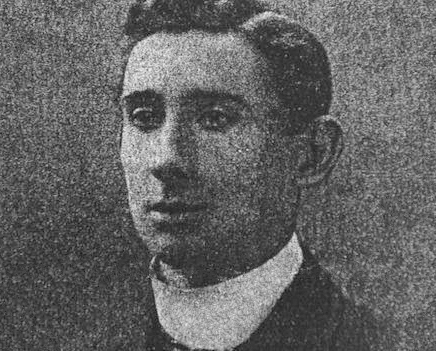

آرتور رابرتسون (انگلیسی: Arthur Robertson؛ ۱۹ آوریل ۱۸۷۹ – ۱۸ آوریل ۱۹۵۷) دونده اهل بریتانیا بود که در مسابقات کشوری و بین‌المللی در مجموع برندهٔ ۲ مدال طلا شده‌است.